# Басіновка
Басі́новка (рос. Басиновка, башк. Баҫыу) — присілок у складі Архангельського району Башкортостану, Росія. Входить до складу Бакалдінської сільської ради.
Населення — 133 особи (2010; 152 в 2002).
Національний склад:
- башкири — 38 %
- росіяни — 33 %